# Beach volley ai XVI Giochi del Mediterraneo
I tornei di Beach volley ai XVI Giochi del Mediterraneo si sono svolti presso lo Stadio del Mare di Pescara, una struttura della capacità di 2000 spettatori, situata nel centro della città. Il programma ha previsto l'assegnazione di due medaglie d'oro, una per il torneo maschile e una per quello femminile.
Per ciascuno dei tornei ogni Paese può iscrivere due squadre di due componenti.

## Calendario
Le gare seguiranno il seguente calendario:
| ● | Competizioni | ● | Finali |

|                  | Giugno/Luglio |    |    |    |    |    |    |    |    |    |
|                  | 26            | 27 | 28 | 29 | 30 | 01 | 02 | 03 | 04 | 05 |
| Torneo maschile  |               |    |    | ●  | ●  | ●  |    | ●  |    |    |
| Torneo femminile |               |    | ●  | ●  | ●  |    | ●  |    |    |    |

## Podi

### Uomini
| Evento                           | Oro                               | Argento                                | Bronzo                                |
| Beach volley maschile (dettagli) | Spagna Manuel Carrasco Jesus Ruiz | Spagna José Manuel Ariza Miguel De Amo | Italia Matteo Ingrosso Paolo Ingrosso |

### Donne
| Evento                            | Oro                                          | Argento                            | Bronzo                                  |
| Beach volley femminile (dettagli) | Spagna Cristina Hopf Aguilar Alejandra Simon | Italia Lucia Bacchi Greta Cicolari | Francia Morgane Faure Mathilde Giordano |

## Medagliere
| Posizione | Paese   |   |   |   | Totale |
| --------- | ------- | - | - | - | ------ |
| 1         | Spagna  | 2 | 1 | 0 | 3      |
| 2         | Italia  | 0 | 1 | 1 | 2      |
| 3         | Francia | 0 | 0 | 1 | 1      |
| Totale    | Totale  | 2 | 2 | 2 | 6      |